# Santa Marta de Penaguião
Santa Marta de Penaguião is een plaats en gemeente in het Portugese district Vila Real.
De gemeente heeft een totale oppervlakte van 70 km² en telde 8569 inwoners in 2001.

## Plaatsen in de gemeente
- Alvações do Corgo
- Cumieira, anteriormente Cumeeira
- Fontes
- Fornelos
- Louredo
- Medrões
- Sanhoane
- São João Baptista de Lobrigos
- São Miguel de Lobrigos
- Sever